# Séliciclib
Le séliciclib (ou roscovitine ou CYC202) est un médicament candidat expérimental de la famille des inhibiteurs pharmacologiques des kinases dépendantes des cyclines (CDK) qui inhibent préférentiellement plusieurs cibles enzymatiques, notamment CDK2, CDK7 et CDK9, qui modifient la phase ou l'état de croissance dans le cycle cellulaire des cellules. Il a été découvert et élaboré en étudiant les propriétés d'une substance naturelle trouvée dans les œufs de l'étoile de mer glaciaire (Marthasterias glacialis), par le laboratoire français ManRos Therapeutics, situé dans la ville de Roscoff d'après laquelle le découvreur, Laurent Meijer, baptisa la molécule : roscovitine. Le séliciclib est développé et testé par le laboratoire Cyclacel Pharmaceuticals Inc en Écosse. Il a été testé en Essai clinique, multicentré, randomisé, en double aveugle, contrôlé par placebo.
Le but de cette étude était d'évaluer l'innocuité de doses croissantes de roscovitine administrées par voie orale pendant 4 cycles de 4 jours consécutifs (traitement "on") séparés par une période sans traitement de 3 jours (traitement "off") chez des sujets adultes atteints de mucoviscidose atteints de fibrose kystique, porteuse de 2 mucoviscidoses causant des mutations avec au moins une mutation F508del-CFTR et infectée de façon chronique par la bactérie Pseudomonas aeruginosa.
Cette étude a porté dans un premier temps sur 36 patients atteints de mucoviscidose : 24 traités et 12 témoins.
Le séliciclib fait l'objet de recherches pour le traitement cancer bronchique non à petites cellules (CBNPC), du syndrome de Cushing, de la leucémie, du sida, de la maladie de Parkinson, de l'infection à herpès simplex, de la mucoviscidose et des mécanismes des troubles inflammatoires chroniques.
Le séliciclib est un analogue à la purine 2,6,9-substituée. Sa structure en complexe avec la kinase CDK2 a été déterminée en 1996. Le séliciclib inhibe les kinases CDK2/E, CDK2/A, CDK7 et CDK9.
En 2011, 16 études cliniques ont démontré une activité anti-tumorale du médicament et un taux de survie accru sur un panel de 388 malades du cancer du poumon en traitement.

## Usages
Le séliciclib s'est avéré produire l'apoptose dans les cellules cancéreuses traitées du cancer du poumon non à petites cellules (CBNPC) et d'autres cancers. Il a déjà fait l'objet d'essais cliniques de phase IIa, chez 240 patients atteints de CPNPC, en dose combinée avec les traitements de première et de deuxième ligne existants,. Dans l'essai en cours APPRAISE en 2006, le médicament de recherche fait l'objet d'un essai clinique de phase IIb en monothérapie pour le CPNPC chez les patients de troisième ligne. Les effets secondaires rapportés dans les essais de phase I du séliciclib pour le CBNPC étaient « nausées, vomissements, élévations transitoires de la créatinine sérique et des paramètres de la fonction hépatique et hypokaliémie transitoire ».
Le séliciclib fait également l'objet d'essais cliniques pour les lymphomes à cellules B, y compris le myélome multiple. Il a été démontré que la roscovitnie inhibe la transcription dépendante de l'ARN polymérase II et la régulation négative de la protéine MCL1,.
Dans le système nerveux, il a été démontré que le séliciclib supprime l'activation microgliale et fournit une certaine neuroprotection dans des modèles animaux d'ischémie cérébrale,. De plus, il augmente l'activité antitumorale du témozolomide dans le traitement du glioblastome multiforme et est considéré comme une option thérapeutique possible pour le gliome.
Le séliciclib est également un agent antiviral possible. Il provoque la mort des cellules infectées par le VIH,, et empêche la réplication du virus de l'herpès simplex,.
Il a été démontré in vitro que le séliciclib provoque l'apoptose dans les granulocytes neutrophiles. Si ce mécanisme s'avère sûr, fiable et efficace in vivo, le médicament pourrait améliorer le traitement des maladies inflammatoires chroniques telles que la mucoviscidose et l'arthrite. Ceux-ci sont généralement traités avec des glucocorticoïdes qui ont souvent des effets secondaires graves.
Il a été démontré que le séliciclib provoque une activation parthogénétique des œufs[Quoi ?]. Cependant, il crée des seconds corps polaires anormaux et donc de possibles zygotes aneuploïdes. L'activation des œufs implique généralement des oscillations du calcium, mais cela ne se produit pas avec le séliciclib. Il provoque l'activation de l'œuf en inhibant les protéines kinases, ce qui entraîne l'inactivation du facteur de promotion de la maturation (MPF).